# کوره‌جان (ملکان)
کوره بلاغ یکی از روستاهای استان آذربایجان شرقی است که در دهستان گاودول مرکزی بخش مرکزی شهرستان ملکان 
  